# کیارا شول
 کیارا شول (انگلیسی: Chiara Scholl؛ زادهٔ ۵ ژوئیهٔ ۱۹۹۲) یک تنیس‌باز اهل ایالات متحده آمریکا است. 